# Sun Yijing
Sun Yijing –en chino, 孙怡靖– (20 de noviembre de 1992) es una deportista chino que compitió en natación sincronizada. Ganó una medalla de plata en el Campeonato Mundial de Natación de 2015, en la prueba combinación libre.

## Palmarés internacional
| Campeonato Mundial | Campeonato Mundial | Campeonato Mundial | Campeonato Mundial |
| Año                | Lugar              | Medalla            | Prueba             |
| ------------------ | ------------------ | ------------------ | ------------------ |
| 2015               | Kazán (Rusia)      | Medalla de plata   | Combinación libre  |